# Pojalnikovke
Pojalnikovke (znanstveno ime Orobanchaceae) so družina rastlin iz reda ustnatičevci (Lamiales), ki zajema več kot 200 vrst. Mnoge rastline iz te družine so nekoč šteli v družino črnobinovk. So prave zajedavke; so rumenkasto, rjavkasto, vijoličasto ali belo obarvane, ker ne vsebujejo zelenila, saj nimajo klorofila (razen hemiparazitskih vrst).
Rastline so večinoma enoletnice, nekatere pa so trajnice.

## Razširjenost
Pojalnikovke so razširjene zlasti v zmernem podnebju Evrazije, pa tudi v Južni Ameriki, delih Avstralije in Nove Zelandije. Obstaja tudi nekaj tropskih vrst. Največji rod pojalnik (Orobanche) z okoli 140 vrstami, je dokaj pogost v vseh zmernih predelih Evrazije. V ostalem delu sveta pa je rod slabo zastopan.

## Opis
Rastline iz družine pojalnikovk so zajedavske; so bodisi holoparaziti ali hemiparaziti. Gre za zelnate rastline, ki zajedajo na koreninah gostiteljske rastline. Holoparazitske vrste ne vsebujejo klorofila in zato ne izvajajo fotosinteze; zato so popolnoma odvisne od svojega gostitelja. Hemiparazitske vrste so zmožne fotosinteze, vendar so kljub temu zajedavske; nekoč so jih šteli med črnobinovke.
Nekatere vrste so vezane na natančno določenega gostitelja, nekatere na določeno skupino (na primer družino), tretje so manj izbirčne.

### Koreninski sistem
Le redke vrste posedujejo izrazitejši koreninski sistem. Namesto njega imajo zgoščeno skupino kratkih, debelih korenin ali pa velik, enostaven ali sestavljen odebeljen organ. Pojalnikovke so preko svojih korenin povezane s koreninami gostiteljske rastline in na ta način srkajo iz gostitelja hranilne snovi.

### Listi in steblo
Nad tlemi se dviga običajno enostavno, pokončno steblo z rjavimi luskolisti in ovršnim cvetjem. Listi so majhni, mesnati in sedeči. Pri vrsti Lathrea squamarija (lusenec) se pod zemljo razrašča korenika, ki nosi mesnate, belkaste luskoliste.

### Cvet
Cvetovi so somerni, dvospolni in združeni v grozdasta ali klasasta socvetja. Čaša je sestavljena iz petih zraslih čašnih listov, ki oblikujejo dvo- do peterozoba čašno cev. Venec je dvoustnat, sestavljen iz petih zraslih venčnih listov.
Prašniki so štirje (dva daljša, dva krajša), prirasli so na venčno cev malo pod polovico dolžine. Peti prašnik je bodisi spremenjen v staminodij ali pa ga spolh ni. Plodnica je nadrasla, sestavljena iz dveh plodnih listov. Vrat pestiča je en sam. 

### Plod in seme
Plod je glavica, ki se odpira z dvema loputama in vsebuje zelo številna drobna semena, z endospermom in majhnim kalčkom.
Semena pojalnikov (Orobranche) in večine drugih rodov so zelo majhna in lahka, semena lusenca (Lathrea) pa so večinoma večja. Ker je večina pojalnikov enoletnih, kaže, da so majhna semena, proizvedena v velikih količinah, prilagoditev, ki poveča verjetnost, da seme najde ustreznega gostitelja. Taka semena se zelo uspešno razširjajo z vetrom.

## Uporabnost
Družina nima posebnega gospodarskega pomena, razen da so lahko nekatere vrste v toplih predelih zmernega pasu trdovraten plevel med gojenimi rastlinami. V Sredozemlju na primer vrsta krpati pojalnik (Orobranche crenata) pogosto napade nasade fižola in občutno zmanjša pridelek.

## Rodovi
- Aeginetia
- Bartsia (hemiparazit)
- Bellardia
- Boschniakia
- Castilleja (hemiparazit)
- Christisonia
- Cistanche
- Conopholis
- Cordylanthus
- Epifagus
- Erinus (hemiparazit)
- Euphrasia (hemiparazit)
- Gleadovia
- Kopsiopsis
- Lathraea
- Mannagettaea
- Melampyrum (hemiparazit)
- Necranthus
- Odontites (hemiparazit)
- Orobanche - pojalnik
- Orthocarpus (hemiparazit)
- Parentucellia (hemiparazit)
- Pedicularis (hemiparazit)
- Phacellanthus
- Phelypaea (hemiparazit)
- Platypholis
- Rhinanthus (hemiparazit)
- Triphysaria
- Xylanche